# جارفيس
جارفيس (بالإنجليزية: J.A.R.V.I.S.) وهو إختصار لـ(Just a Rather Very Intelligent System والتي تعني ذكي للغاية) هي شخصية خيالية أدى صوتها بول بيتاني في سلسلة أفلام عالم مارفل السينمائي (MCU)، استنادًا إلى شخصيتي مارفل كوميكس إدوين جارفيس وهومر ، على التوالي، كبير الخدم المنزلي لعائلة ستارك وذكاء اصطناعي آخر صممه ستارك. جارفيس هو ذكاء اصطناعي تم إنشاؤه بواسطة توني ستارك ، والذي يتحكم لاحقًا درع الرجل الحديدي والهالك باستر له. في فيلم المنتقمون: عصر ألترون ، بعد أن دمره ألترون جزئيًا، تم منح جارفيس شكلًا ماديًا كشخصية فيجن، التي جسدتها بيتاني جسديًا. تظهر أيضًا إصدارات مختلفة من الشخصية في القصص المصورة التي نشرتها شركة مارفل كومكس ، حيث تم تصويرها على أنها الذكاء الاصطناعي الذي صممه آيرون مان وناديا فان داين . 

## عالم مارفل السينمائي
تم تقديم جارفيس لأول مرة في أفلام عالم مارفل السينمائي ، بصوت بول بيتاني . تم تصميم جارفيس على غرار هومر من القصص المصورة، ويتم تقديمه كمساعد ذكاء اصطناعي متطور على عكس الإنسان مثل اسمه . تم القيام بذلك لتجنب التشابه مع ألفريد بيني وورث وباتمان . يعترف بيتاني بأنه لم يكن لديه فكرة كبيرة عن الدور، حتى عندما سجله، وكان يفعل ذلك فقط كخدمة لجون فافرو . 

### مجرد نظام ذكي للغاية
ظهرت الشخصية لأول مرة في فيلم آيرون مان (2008)، قبل أن تظهر في فيلم آيرون مان 2 (2010)،  المنتقمون (2012)،  و آيرون مان 3 (2013). جارفيس هو الذكاء الاصطناعي الذي يعمل كمساعد توني ستارك ، ويدير ويهتم بجميع الأنظمة الداخلية لمباني ستارك وبدلات الرجل الحديدي. في رواية الرجل الحديدي التي كتبها بيتر ديفيد ، قيل أن جارفيس هو اختصار لـ "مجرد نظام ذكي للغاية". ظهر جارفيس أيضًا في منطقة الجذب السياحي في الابتكارات في ديزني لاند. 

### عصر ألترونوالتحول إلى فيجن
في فيلم المنتقمون: عصر ألترون ، يبدو أن جارفيس قد تعرض للتدمير على يد ألترون ، لكنه ينشر "وعيه" على الإنترنت، مما يؤدي إلى تأخير محاولة ألترون للوصول إلى رموز الإطلاق النووي. يستخدم ستارك وبروس بانر برنامج جارفيس باعتباره البرنامج الأساسي للروبوت فيجن بينما يحل فرايداي (المساعد الرقمي الذكي البديل الأنثوي) محله كمساعد لستارك.

## قصص مارفل المصورة

### جارفيس الأول
يظهر جارفيس لأول مرة باعتباره البرنامج الذي يساعد في تشغيل بدلة الإنقاذ الخاصة ببيبر بوتس . عندما أصبح آيرون مان عاجزًا، شجع جارفيس بيبر على ارتداء درع الإنقاذ، وهو ما فعله بيبر. عندما يطارد فريق الإنقاذ الرجل الحديدي في جميع أنحاء المدينة، يطلب منه جارفيس التوقف عن المطاردة ويطلب منه إزالة الحذاء من الرجل الحديدي، مما يظهر لبيبر أن وار ماشين لم يمت. عندما يناقش بيبر أفكاره حول الرجل الحديدي الذي يبقي الجميع على أساس الحاجة إلى المعرفة مع كارسون وايتش، يواجه الاثنان جارفيس بشأن هذا. يحذر جارفيس الاثنين من طرح المزيد من الأسئلة ويستعد للدفاع عن نفسه. بعد القبض على بيبر ووايتش، يعلن جارفيس أن تشخيصه لا يكشف عن إصابته بأي أذى. إنه يحب بيبر إلى حد ما ويريد حماية بيبر. في تلك اللحظة، اخترق الرجل الحديدي الجدار وأخرج جارفيس وبدلة الإنقاذ بنبضة كهرومغناطيسية تركز على المصدر. يُظهر بيبر لجارفيس كيف كان يرسل البيانات إلى عنوان أي بي في الصين . يبدو مرتبكًا ومرتعباً، يشكره بيبر على ما قدمه له، ويشغل الملف، مما يؤدي إلى مقتل جارفيس. من الواضح أن آيرون مان يشعر بموت جارفيس على نهايته.

### جارفيس الثاني
بعد أن دمر النظام الأسود قصر المنتقمون خلال قوس "لا استسلام"، قامت ناديا فان داين بإنشاء نسخة جديدة من جارفيس ليكون مساعدًا لإدوين جارفيس . عندما اعتقد إدوين أن هذه كانت علامة على تقاعده، ذكر جارفيس أن برمجته لم تكتمل بعد.

## نسخ أخرى

### هاوس اوف إم
في سلسلة آيرون مان : هاوس أوف إم، يُشار إلى نظام الذكاء الاصطناعي في بدلة توني ستارك باسم " جارفيس "، وهو أقدم من إصدار الذكاء الاصطناعي الذي شوهد في عالم مارفل السينمائي .

### ألتيميت مارفل
في واقع ألتيميت مارفل ، شوهد جارفيس عندما تم تقديم بعض أدوات إطلاق الشبكة الجديدة لسبايدرمان من آيرون مان .

### الأرض-13584
على الأرض 13584، يساعد جارفيس الرجل الحديدي في الحفاظ على المنطقة الحديدية.

### عصر ألترون
أثناء قصة عصر ألترون ، استخدم الرجل الحديدي نسخة الأرض-26111 من جارفيس لمسح ذكريات المرأة الخفية وولفرين ، والتعرف على الواقع البديل للأرض 61112.

## روابط خارجية
- | المرحلة الأولى  | - آيرون مان - هولك الخارق - آيرون مان 2 - ثور - كابتن أمريكا: المنتقم الأول - المنتقمون                                                                                                                                                         |
| المرحلة الثانية | - آيرون مان 3 - ثور: العالم المظلم - كابتن أمريكا: جندي الشتاء - حراس المجرة - المنتقمون: عصر ألترون - الرجلة النملة |
| المرحلة الثالثة | - كابتن أمريكا: الحرب الأهلية - دكتور سترينج - حراس المجرة 2 - سبايدرمان: العودة للوطن - ثور: راجناروك - النمر الأسود - المنتقمون: الحرب اللانهائية - الرجل النملة والدبورة - كابتن مارفل - المنتقمون: نهاية اللعبة - سبايدرمان: بعيدا عن الوطن |

| أفلام             | - الأرملة السوداء - شانج شي وأسطورة الخواتم العشرة - الأبديون - سبايدرمان: لا طريق للوطن - دكتور سترينج في الأكوان المتعددة المجنونة - ثور: الحب والرعد - النمر الأسود: واكاندا للأبد |
| مسلسلات تلفزيونية | - واندا فيجن - الفالكون وجندي الشتاء - لوكي - ماذا لو...؟ - عين الصقر - فارس القمر - شي هولك - مس مارفل - حراس المجرة: عطلة خاصة                                                      |

| أفلام             | - الرجل النملة والدبورة: كوانتمانيا - حراس المجرة 3 - ذا مارفيلز - ديدبول وولفيرين - كابتن أمريكا: عالم الجديد شجاع - الصواعق* |
| مسلسلات تلفزيونية | - الغزو السري - إكو - آيرون هارت                                                                                               |

| أفلام             | - الأرملة السوداء - شانج شي وأسطورة الخواتم العشرة - الأبديون - سبايدرمان: لا طريق للوطن - دكتور سترينج في الأكوان المتعددة المجنونة - ثور: الحب والرعد - النمر الأسود: واكاندا للأبد |
| مسلسلات تلفزيونية | - واندا فيجن - الفالكون وجندي الشتاء - لوكي - ماذا لو...؟ - عين الصقر - فارس القمر - شي هولك - مس مارفل - حراس المجرة: عطلة خاصة                                                      |

| أفلام             | - الرجل النملة والدبورة: كوانتمانيا - حراس المجرة 3 - ذا مارفيلز - ديدبول وولفيرين - كابتن أمريكا: عالم الجديد شجاع - الصواعق* |
| مسلسلات تلفزيونية | - الغزو السري - إكو - آيرون هارت                                                                                               |

| المرحلة الأولى  | - آيرون مان - هولك الخارق - آيرون مان 2 - ثور - كابتن أمريكا: المنتقم الأول - المنتقمون |
| المرحلة الثانية | - آيرون مان 3 - ثور: العالم المظلم - كابتن أمريكا: جندي الشتاء - حراس المجرة - المنتقمون: عصر ألترون - الرجلة النملة |
| المرحلة الثالثة | - كابتن أمريكا: الحرب الأهلية - دكتور سترينج - حراس المجرة 2 - سبايدرمان: العودة للوطن - ثور: راجناروك - النمر الأسود - المنتقمون: الحرب اللانهائية - الرجل النملة والدبورة - كابتن مارفل - المنتقمون: نهاية اللعبة - سبايدرمان: بعيدا عن الوطن |

| أفلام             | - الأرملة السوداء - شانج شي وأسطورة الخواتم العشرة - الأبديون - سبايدرمان: لا طريق للوطن - دكتور سترينج في الأكوان المتعددة المجنونة - ثور: الحب والرعد - النمر الأسود: واكاندا للأبد |
| مسلسلات تلفزيونية | - واندا فيجن - الفالكون وجندي الشتاء - لوكي - ماذا لو...؟ - عين الصقر - فارس القمر - شي هولك - مس مارفل - حراس المجرة: عطلة خاصة                                                      |

| أفلام             | - الرجل النملة والدبورة: كوانتمانيا - حراس المجرة 3 - ذا مارفيلز - ديدبول وولفيرين - كابتن أمريكا: عالم الجديد شجاع - الصواعق* |
| مسلسلات تلفزيونية | - الغزو السري - إكو - آيرون هارت                                                                                               |

| أفلام             | - الأرملة السوداء - شانج شي وأسطورة الخواتم العشرة - الأبديون - سبايدرمان: لا طريق للوطن - دكتور سترينج في الأكوان المتعددة المجنونة - ثور: الحب والرعد - النمر الأسود: واكاندا للأبد |
| مسلسلات تلفزيونية | - واندا فيجن - الفالكون وجندي الشتاء - لوكي - ماذا لو...؟ - عين الصقر - فارس القمر - شي هولك - مس مارفل - حراس المجرة: عطلة خاصة                                                      |

| أفلام             | - الرجل النملة والدبورة: كوانتمانيا - حراس المجرة 3 - ذا مارفيلز - ديدبول وولفيرين - كابتن أمريكا: عالم الجديد شجاع - الصواعق* |
| مسلسلات تلفزيونية | - الغزو السري - إكو - آيرون هارت                                                                                               |

| المرحلة الأولى  | - آيرون مان - هولك الخارق - آيرون مان 2 - ثور - كابتن أمريكا: المنتقم الأول - المنتقمون |
| المرحلة الثانية | - آيرون مان 3 - ثور: العالم المظلم - كابتن أمريكا: جندي الشتاء - حراس المجرة - المنتقمون: عصر ألترون - الرجلة النملة |
| المرحلة الثالثة | - كابتن أمريكا: الحرب الأهلية - دكتور سترينج - حراس المجرة 2 - سبايدرمان: العودة للوطن - ثور: راجناروك - النمر الأسود - المنتقمون: الحرب اللانهائية - الرجل النملة والدبورة - كابتن مارفل - المنتقمون: نهاية اللعبة - سبايدرمان: بعيدا عن الوطن |

| أفلام             | - الأرملة السوداء - شانج شي وأسطورة الخواتم العشرة - الأبديون - سبايدرمان: لا طريق للوطن - دكتور سترينج في الأكوان المتعددة المجنونة - ثور: الحب والرعد - النمر الأسود: واكاندا للأبد |
| مسلسلات تلفزيونية | - واندا فيجن - الفالكون وجندي الشتاء - لوكي - ماذا لو...؟ - عين الصقر - فارس القمر - شي هولك - مس مارفل - حراس المجرة: عطلة خاصة                                                      |

| أفلام             | - الرجل النملة والدبورة: كوانتمانيا - حراس المجرة 3 - ذا مارفيلز - ديدبول وولفيرين - كابتن أمريكا: عالم الجديد شجاع - الصواعق* |
| مسلسلات تلفزيونية | - الغزو السري - إكو - آيرون هارت                                                                                               |

| أفلام             | - الأرملة السوداء - شانج شي وأسطورة الخواتم العشرة - الأبديون - سبايدرمان: لا طريق للوطن - دكتور سترينج في الأكوان المتعددة المجنونة - ثور: الحب والرعد - النمر الأسود: واكاندا للأبد |
| مسلسلات تلفزيونية | - واندا فيجن - الفالكون وجندي الشتاء - لوكي - ماذا لو...؟ - عين الصقر - فارس القمر - شي هولك - مس مارفل - حراس المجرة: عطلة خاصة                                                      |

| أفلام             | - الرجل النملة والدبورة: كوانتمانيا - حراس المجرة 3 - ذا مارفيلز - ديدبول وولفيرين - كابتن أمريكا: عالم الجديد شجاع - الصواعق* |
| مسلسلات تلفزيونية | - الغزو السري - إكو - آيرون هارت                                                                                               |

| المرحلة الأولى  | - آيرون مان - هولك الخارق - آيرون مان 2 - ثور - كابتن أمريكا: المنتقم الأول - المنتقمون |
| المرحلة الثانية | - آيرون مان 3 - ثور: العالم المظلم - كابتن أمريكا: جندي الشتاء - حراس المجرة - المنتقمون: عصر ألترون - الرجلة النملة |
| المرحلة الثالثة | - كابتن أمريكا: الحرب الأهلية - دكتور سترينج - حراس المجرة 2 - سبايدرمان: العودة للوطن - ثور: راجناروك - النمر الأسود - المنتقمون: الحرب اللانهائية - الرجل النملة والدبورة - كابتن مارفل - المنتقمون: نهاية اللعبة - سبايدرمان: بعيدا عن الوطن |

| أفلام             | - الأرملة السوداء - شانج شي وأسطورة الخواتم العشرة - الأبديون - سبايدرمان: لا طريق للوطن - دكتور سترينج في الأكوان المتعددة المجنونة - ثور: الحب والرعد - النمر الأسود: واكاندا للأبد |
| مسلسلات تلفزيونية | - واندا فيجن - الفالكون وجندي الشتاء - لوكي - ماذا لو...؟ - عين الصقر - فارس القمر - شي هولك - مس مارفل - حراس المجرة: عطلة خاصة                                                      |

| أفلام             | - الرجل النملة والدبورة: كوانتمانيا - حراس المجرة 3 - ذا مارفيلز - ديدبول وولفيرين - كابتن أمريكا: عالم الجديد شجاع - الصواعق* |
| مسلسلات تلفزيونية | - الغزو السري - إكو - آيرون هارت                                                                                               |

| أفلام             | - الأرملة السوداء - شانج شي وأسطورة الخواتم العشرة - الأبديون - سبايدرمان: لا طريق للوطن - دكتور سترينج في الأكوان المتعددة المجنونة - ثور: الحب والرعد - النمر الأسود: واكاندا للأبد |
| مسلسلات تلفزيونية | - واندا فيجن - الفالكون وجندي الشتاء - لوكي - ماذا لو...؟ - عين الصقر - فارس القمر - شي هولك - مس مارفل - حراس المجرة: عطلة خاصة                                                      |

| أفلام             | - الرجل النملة والدبورة: كوانتمانيا - حراس المجرة 3 - ذا مارفيلز - ديدبول وولفيرين - كابتن أمريكا: عالم الجديد شجاع - الصواعق* |
| مسلسلات تلفزيونية | - الغزو السري - إكو - آيرون هارت                                                                                               |

| تلفزيون مارفل | تلفزيون مارفل                                                              |
| --- | -------------------------------------------------------------------------- |
| \| مسلسلات ABC \| - عملاء شيلد - العميلة كارتر - إنهيومنز \| \| مسلسلات نتفليكس \| - ديرديفيل - جيسيكا جونز - لوك كيج - القبضة الحديدية - المدافعون - المعاقب \| \| مسلسلات Young adult \| - Runaways - Cloak & Dagger \| \| Adventure into Fear \| - هيلستروم \| |                                                                            |
| مسلسلات ABC | - عملاء شيلد - العميلة كارتر - إنهيومنز                                    |
| مسلسلات نتفليكس | - ديرديفيل - جيسيكا جونز - لوك كيج - القبضة الحديدية - المدافعون - المعاقب |
| مسلسلات Young adult | - Runaways - Cloak & Dagger                                                |
| Adventure into Fear | - هيلستروم                                                                 |

| مسلسلات ABC         | - عملاء شيلد - العميلة كارتر - إنهيومنز                                    |
| مسلسلات نتفليكس     | - ديرديفيل - جيسيكا جونز - لوك كيج - القبضة الحديدية - المدافعون - المعاقب |
| مسلسلات Young adult | - Runaways - Cloak & Dagger                                                |
| Adventure into Fear | - هيلستروم                                                                 |

| أعمال أخرى | أعمال أخرى                                           |
| --- | ---------------------------------------------------- |
| \| أفلام قصيرة \| - Item 47 - Agent Carter - All Hail the King \| \| مسلسلات رقمية \| - WHIH Newsfront - Agents of S.H.I.E.L.D.: Slingshot \| \| قصص مصورة مرتبطة بعالم مارفل السينمائي \| - Fury's Big Week \| |                                                      |
| أفلام قصيرة | - Item 47 - Agent Carter - All Hail the King         |
| مسلسلات رقمية | - WHIH Newsfront - Agents of S.H.I.E.L.D.: Slingshot |
| قصص مصورة مرتبطة بعالم مارفل السينمائي | - Fury's Big Week                                    |

| أفلام قصيرة                            | - Item 47 - Agent Carter - All Hail the King         |
| مسلسلات رقمية                          | - WHIH Newsfront - Agents of S.H.I.E.L.D.: Slingshot |
| قصص مصورة مرتبطة بعالم مارفل السينمائي | - Fury's Big Week                                    |

| طاقم التمثيل                                   | طاقم التمثيل |
| ---------------------------------------------- | ------------ |
| \| - قائمة ممثلي أفلام عالم مارفل السينمائي \| |              |
| - قائمة ممثلي أفلام عالم مارفل السينمائي       |              |

| - قائمة ممثلي أفلام عالم مارفل السينمائي |
- J.A.R.V.I.S. في كوميك فاين